# Твердомеры металлов
Твердомеры металлов (дюрометры) — применяются для проведения контроля твёрдости детали, без разрушения её структуры. Необходимость контроля твёрдости возникает на любом производственном участке (особенно машиностроительных предприятий) при контроле качества изделий, в лабораториях предприятий и научно-исследовательских институтах при разработке новых конструкций и материалов, а также при входном контроле сырья и заготовок.
В зависимости от структуры и свойств материала, а также конструкции и габаритов контролируемой заготовки используются портативные и стационарные твердомеры (дюрометры) различного принципа действия и конструкции. Твёрдость может быть определена по различным шкалам, наиболее часто используемые шкалы твердости — это шкалы Роквелла, Бринелля, Виккерса, Шора.
Выбор шкалы зависит от твёрдости материала:
- твёрдость более мягких изделий обычно измеряют по шкале Шора или шкале Бринелля;
- для более твёрдых изделий используют шкалу Роквелла;
- для совсем твёрдых — шкалу Виккерса.

Выбор шкалы твёрдости для контроля изделий происходит также в соответствии с конструкторско-технической документацией.
Суть измерения твёрдости состоит в механическом воздействии на поверхность контролируемого образца, по результатам которого судят о твёрдости контролируемого материала. Способ механического воздействия отличается для разных шкал твёрдости.
- При измерении твёрдости по методу Шора измеряют глубину проникновения в материал стального стержня при заданном усилии.
- По методу Бринелля с помощью микроскопа измеряют диаметр и глубину отпечатка внедренного в материал шарика (индентора).
- По методу Роквелла — измеряют глубину внедрения индентора в материал.
- По методу Виккерса производится внедрение четырёхгранной алмазной пирамидки в материал, твёрдость вычисляется путём деления нагрузки Р на площадь поверхности полученного пирамидального отпечатка.

Портативные твердомеры (дюрометры) для определения твёрдости используют различные методы измерения твёрдости:
- механический;
- контактно-импедансный (ультразвуковой);
- динамический.

При динамическом методе контроля производится измерение скорости индентора датчика после его удара о контролируемую поверхность изделия.
При контактно-импедансном (ультразвуковом) методе контроля твёрдость определяется по изменению частоты колебаний индентора датчика, при его внедрении в контролируемую поверхность.
Для периодической поверки показаний твердомера, в комплекте с твердомером могут поставляться контрольные образцы (эталонные меры твёрдости), которые производятся по определённым шкалам твёрдости (Роквелл, Бринелль, Виккерс).